# Bolsa de Shenzhen
La Shenzhen Stock Exchange (SZSE) (Idioma chino:深圳证券交易所) es una de las tres bolsas de valores de la República Popular de China, junto con la Bolsa de Shanghái y la Bolsa de Hong Kong. Con sede en Shenzhen, tiene 730 compañías listadas y es la novena bolsa de valores más grande de Asia por Capitalización bursátil (RMB 3 521 745,3 millones, US$514.7 mil millones) en el 2008.
En conjunto las bolsas de Shanghái y Shenzhen listan más de 1.500 empresas con una capitalización de mercado combinada de 2,658.2 mil millones de dólares (2008), que rivaliza con la bolsa de Hong Kong (2.121,8 mil millones de dólares) que es la segunda más grande de Asia detrás de la Bolsa de Tokio ($ 3,925.6 mil millones).

## Historia
- El 1 de diciembre de 1990, se fundó la Bolsa de Shenzhen.[3]
- En enero de 1992, la "Inspección del sur de Deng Xiaoping" salvó el mercado de capitales de China y las dos bolsas de valores (la otra es la Bolsa de Shanghái).[4][5]
- En julio de 1997, el Consejo de Estado de China decidió que la Bolsa de Shenzhen sería administrada directamente por la Comisión Reguladora de Valores de China.[6][7]
- En mayo de 2004, se lanzó la Junta de PYME.[3]
- En octubre de 2009, se inauguró el mercado ChiNext (en chino simplificado, 创业板).[3]